# مسجل الرطوبة والحرارة

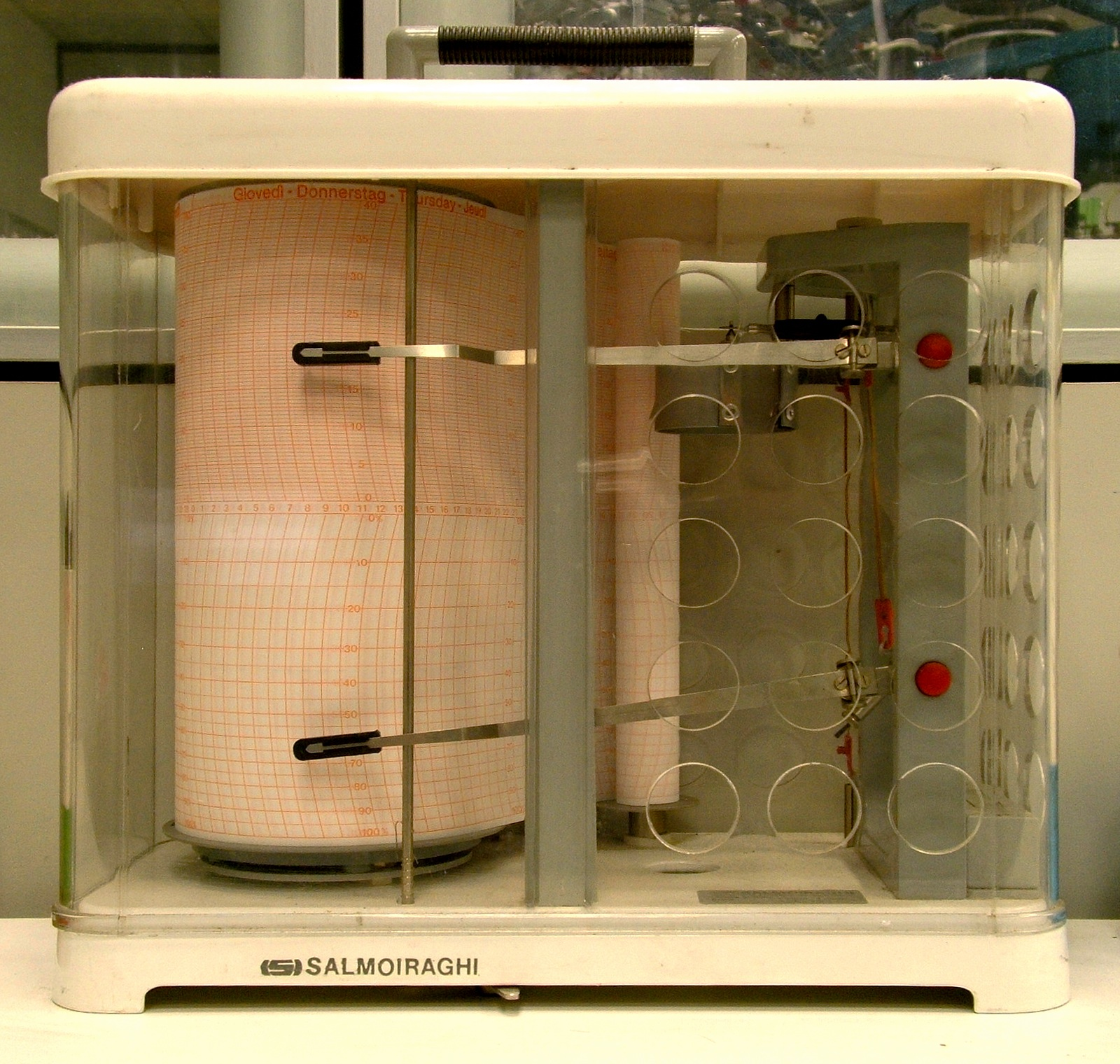
مسجل الرطوبة والحرارة

مسجل الرطوبة والحرارة أو حِرْطاب جهاز يقوم بالقياس والتسجيل الآلي والمستمر لدرجة الحرارة والرطوبة الجوية النسبية.